# Marianna Sciveres
Marianna Sciveres, all'anagrafe Anna Maria Donatella Sciveres (Milano, 17 febbraio 1963), è una regista, sceneggiatrice e scenografa italiana.

## Biografia
Nata a Milano, si è trasferita a Roma, dove nel 1986 si è diplomata in scenografia presso l'Accademia di Belle Arti. Nel 1990 ottiene il diploma in scenografia del Centro Sperimentale di Cinematografia di Roma e con questa preparazione affronta la professione al servizio di autori italiani. Nel 2002 gira la sua opera prima: Sara May film d'interesse culturale nazionale. È autrice inoltre del documentario Il mondo di Agostinelli e del lungometraggio in 13 episodi di genere “jazzmovie” Malenostro. Nel 2024 ha finito di girare L’acqua fresca, una commedia interamente girata a Catania.  
Marianna Sciveres è stata scenografa e costumista in numerose produzioni cinematografiche e televisive.

## Filmografia parziale

### Regista
- Sara May (2004)[1]
- Il mondo di Agostinelli doc. (2009)
- Malenostro (2020)
- Due mondi separati (2023)
- L’acqua fresca (2024)

### Scenografa
- La ballata dei lavavetri regia di Peter Del Monte (1998)[2]
- Mio cognato regia di Alessandro Piva (2003)
- L'iguana regia di Catherine Mc Gilvray (2004)
- Jimmy della collina regia di Enrico Pau (2006)
- Sonetàula regia di Salvatore Mereu (2008)
- Henry regia di Alessandro Piva (2010)
- La meravigliosa avventura di Antonio Franconi regia di Luca Verdone (2011)
- Bellas mariposas regia di Salvatore Mereu (2012)
- L'arbitro regia di Paolo Zucca (2013)
- Varichina - La vera storia della finta vita di Lorenzo De Santis, regia di Antonio Palumbo e Mariangela Barbanente - documentario (2016)
- Hannah regia di Andrea Pallaoro (2017)
- Tra le onde regia Marco Amenta (2018)
- Assandira, regia di Salvatore Mereu (2020)
- Sulla giostra, regia di Giorgia Cecere (2020)
- Evelyne tra le nuvole, regia di Anna Di Francisca (2023)
- La coda del diavolo, regia di Domenico De Feudis (2024)

## Riconoscimenti
- 2005 : Premio Medaglia d'Oro Prefetto di Salerno al Festival Internazionale del Cinema di Salerno[1]
- 2006 : Premio Chimitex Migliore Regia al Busto Arsizio Film Festival (BAFF)[3]
- 2006 : Premio Irte Migliore Opera Prima al Busto Arsizio Film Festival (BAFF)[4][5].